# Fontoy
Fontoy település Franciaországban, Moselle megyében. Lakosainak száma 3163 fő (2022. január 1.). Fontoy Havange, Sancy, Algrange, Angevillers, Boulange, Knutange, Lommerange, Neufchef és Nilvange községekkel határos.

## Népesség
A település népességének változása:
| Lakosok száma | 3718 | 3619 | 3256 | 3075 | 3036 | 3011 | 3036 | 3095 | 3132 | 3163 |
|               | 1968 | 1982 | 1990 | 2006 | 2013 | 2015 | 2017 | 2019 | 2020 | 2022 |